# Нікольське (Краснокамський район)
Ніко́льське (рос. Никольское, башк. Никольск) — село (у минулому присілок) у складі Краснокамського району Башкортостану, Росія. Адміністративний центр Нікольської сільської ради.
Населення — 496 осіб (2010; 416 у 2002).
Національний склад:
- марійці — 90 %